# Typophyllum trapeziforme
Typophyllum trapeziforme is een rechtvleugelig insect uit de familie sabelsprinkhanen (Tettigoniidae). De wetenschappelijke naam van deze soort is voor het eerst geldig gepubliceerd in 1787 door Stoll.